# Puschendorf
Puschendorf è un comune tedesco di 2 246 abitanti, situato nel land della Baviera.

## Amministrazione

### Gemellaggi
- Castelnuovo Berardenga